# Мирсай Амир
Мирсай Амир (тат. Мирсәй Әмир; полное имя — Мирсаяф Масалимович Амиров, тат. Мирсаяф Мәсәлим улы Әмиров; 24 декабря 1906 [6 января 1907], дер. Зирган, Уфимская губерния — 1 июня 1980, Казань) — татарский прозаик и драматург, переводчик, журналист, государственный и общественный деятель, заслуженный деятель искусств Татарской АССР (1945).

## Биография
Родился в семье крестьянина-бедняка. В 1926 г. приехал в Казань, поступил учиться в Казанский художественный техникум. В 1928—29 гг. работал ответственным секретарём газеты «Кызыл яшляр» и журнала «Авыл яшляре»; тогда же написал свои первые произведения. В 1929—31 гг. служил в Красной Армии. Поступил на службу 01.10.1929, имел воинское звание ст. лейтенант админ. сл
В 1931—32 гг. — секретарь правления Татарского Литературного объединения Красной Армии и Флота, в 1933—35 гг. — секретарём редакции журнала «Чаян». С 1934 года — член Союза писателей Татарстана. В 1936—1937 гг. работал редактором отдела художественной литературы в Татарском книжном издательстве. В 1937 г. был избран председателем правления Союза писателей Татарской АССР; в этом же году был репрессирован как «националист» («султангалиевщина»). Выйдя из заключения, до 1941 г. учился в литературном институте им. М. Горького. В 1939 г. вступил в ВКП(б).
В 1941—1944 гг. — редактор литературных радиопередач Татарского республиканского комитета по радиофикации и радиовещанию при Совете Народных Комиссаров Татарской АССР, в 1943 г. работал в редакции фронтовой газеты «За Родину» Северо-Западного фронта. Призван 27.12.1942  Молотовским райвоенкоматом г. Казань. Политрук
После окончания войны занимался литературной деятельностью, писал повести и пьесы.
В 1963—1971 годах избирался депутатом Верховного Совета РСФСР 6-го и 7-го созывов, в 1967—1971 годах — заместителем председателя Президиума Верховного Совета РСФСР. В 1961—1968 гг. — председатель правления Союза писателей ТАССР.
Мирсай Амир скончался в Казани 1 июня 1980 года.

## Творчество
В 1940-е годы публиковал очерки и рассказы о героизме советских людей, проявленном в годы Великой Отечественной войны, писал драматические произведения. Он пробовал себя также в фельетонах, где ярко описывал характеры и художественно раскрывал психологию своих героев. Его перу принадлежит множество рассказов, а его пьесы с успехом ставились на сценах Татарского и Башкирского академических театров. По одной из пьес («Агидель») на сцене Татарского государственного театра им. Г. Камала в середине 1970-х годов был поставлен спектакль, удостоенный в 1974 г. Республиканской премии имени Габдуллы Тукая.
Писал также и для детей; его детские рассказы опубликованы в сборнике «Батыр» (1968). Переводил на татарский язык произведения И. С. Тургенева, В. Г. Короленко, А. Е. Корнейчука, Б. Л. Горбатова, Г. Гулиа и некоторых других писателей.

### Избранные сочинения
- «Друзья и враги» (первый рассказ, 1926 г.)
- «Человек из нашей деревни» (повесть, 1933 г.)
- «Агидель» (повесть, 1936 г.)
- «Партизан Иван» (1942 г.)
- «Минникамал» (пьеса, 1944 г.)
- «Песня жизни» (пьеса, 1946 г.)
- «Песня продолжается» (пьеса, 1948 г.)
- «Профессор Саматов» (пьеса, 1949 г.)
- «Свобода» (драма, 1960 г.)
- «Люди из Ялантау» (роман, 1964 г.)
- «Чистая душа» (роман, 1964 г.)
- «Батыр» (сборник рассказов, 1968)

Публикации в русском переводе
Источник — Электронные каталоги РНБ
- Амир М. Агидель : Повести / [Пер. с татар.]. — Казань: Татар. кн. изд-во, 1984. — 383 с. — (Содерж.: Агидель; Голубь и голубка; Парень из Карамалы; Человек из нашей деревни; Что с тобой Хатира?; Рыбацкие байки). — 150 000 экз.
- Амир М. Агидель : Повести и рассказы / [Пер. с татар.]. — Казань: Татгоскнигоиздат, 1951. — 176 с. — (Содерж.: Агидель; Человек из нашей деревни; Сонливость деда Мустакима; и др). — 7105 экз.
- Амир М. Агидель : Повесть / Пер. с татар. Н. Алкин. — Казань: Таткнигоиздат, 1957. — 138 с. — 30 000 экз.
- Амир М. Агидель : Повесть и рассказы / Пер. с татар.. — М.: Сов. писатель, 1948. — 228 с. — 15 000 экз.
- Амир М. Грехи моей молодости : Рассказы / [Пер. с татар.]. — М.: Сов. Россия, 1968. — 80 с. — 50 000 экз.
- Амир М. Земляк : [Рассказ] / Пер. с татар. М. Никитина. — Казань: Татгосиздат, 1947. — 32 с. — 10 000 экз.
- Амир М. Курай : Повести и рассказы / Пер. с татар.. — М.: Сов. писатель, 1978. — 414 с. — 100 000 экз.
- Амир М. Минникамал : Пьеса в 4-х д., 8-ми карт / Авториз. пер. [с татар.] П. Градова. — Казань: Таткнигоиздат, 1957. — 96 с. — 5000 экз.
- Амир М. Моя жена : Комедия в 3-х д., 6-ми карт / Авториз. пер. [с татар.] П. Градова. — М.: Искусство, 1957. — 72 с. — 5000 экз.
- Амир М. Песня жизни : Драма в 4-х д. с прологом и эпилогом / Пер. с татар. А. Глебова. — М.; Л.: Искусство, 1949. — 120 с. — 5000 экз.
  - . — Казань: Татгосиздат, 1949. — 104 с. — 5165 экз.
  - . — Казань: Татгосиздат, 1952. — 60 с. — 3105 экз.
- Амир М. Плут теленок : [Рассказ : Для детей] / Пер. с татар. И. Заботина. — Казань: Таткнигоиздат, 1959. — 11 с. — 25 000 экз.
  -  / [Пер. с татар. С. Радзиевской]. — Казань: Татар. кн. изд-во, 1977. — 14 с. — 450 000 экз.
- Амир М. Пустые хлопоты : Рассказы / Авториз. пер. с татар. — М.: Сов. писатель, 1956. — 82 с. — (Содерж.: Парень хоть куда но…; Ашмасов; Пустые хлопоты; Дед Мустаким; Газизджан; Джамиля капризничает; Выступление бригадира Тыр-Тыр Зарифа; С точки зрения козла; Месть). — 30 000 экз.
- Амир М. Рассказы : [Для детей] / Авториз. пер. с татар. И. Заботина. — Казань: Татгосиздат, 1948. — 28 с. — 10 000 экз.
  - . — Казань: Татгосиздат, 1952. — 28 с. — (Содерж.: Красная линия; Когда мамы не было дома; Телёнок-обманщик; Зиряк; Что говорит Бебе). — 10 105 экз.
- Амир М. Рассказы о мальчике Батыре / Пер. с татар. Ю. Карева. — Казань: Татгосиздат, 1951. — 84 с. — 10 105 экз.
- Амир М. Рыбацкие байки : Юморист. повесть / Пер. с татар. Л. Ленч. — М.: Современник, 1973. — 142 с. — 50 000 экз.
  - . — М.: Современник, 1975. — 143 с. — 15 000 экз.
- Амир М. Татарские рассказы. — М.: Сов. писатель, 1951. — 448 с. — (Содерж.: Г. Тукай. Из воспоминаний. — Ш. Камал. Чайки. — М. Гафури. В далёком детстве. — и др.). — 30 000 экз.
- Амир М. Чистая душа : Роман / Пер. с татар. А. Зуева. — М.: Сов. писатель, 1963. — 567 с. — 30 000 экз.
  - . — М.: Худож. лит., 1973. — 511 с. — 50 000 экз.
  - . — Казань: Татар. кн. изд-во, 1981. — 528 с. — 200 000 экз.

## Награды
- Орден Ленина
- два ордена Трудового Красного Знамени (...; 06.01.1967)
- медали

## Память
Именем Амира Мирсая названы улицы в посёлке Киндери Советского района Казани, поселке Юпитер — спутнике города Салавата, на родине поэта в селе Зирган.